# Adam Hicks
Adam Paul Nielson Hicks, född 28 november 1992 i Las Vegas, Nevada, är en amerikansk skådespelare, rappare, sångare och låtskrivare. Han första huvudroll var i filmen How to Eat Fried Worms ifrån 2006. Hans mest kända roller är Luther i Zeke & Luther och Wendell "Wen" Gifford i Disney Channel-filmen Lemonade Mouth. Han hade även en liten roll i andra säsongen av Jonas L.A. då han spelade DZ och har synts som Boz i Disney Channel-serien Par i kungar.

## Film
- The Funkhousers (2002)
- Down and Derby (2005)
- The 12 Dogs of Christmas (2005)
- The Shaggy Dog (2006)
- How to Eat Fried Worms (2006)
- Mostly Ghostly: Who Let the Ghosts Out (2008)
- Lemonade Mouth (2011)
- The Boy Next Door (2015)
- Little Savages (2016)
- Windsor (2017)
- Shifting Gears (2018)

## TV
- Titus (2000–2002)
- That Was Then (2002)
- Zeke & Luther (2009–2012)
- Jonas (2010)
- Peter Punk (2011)
- PrankStars (2011)
- So Random! (2011)
- Pair of Kings (2012–2013)
- Southland (2012)
- CSI: Crime Scene Investigation (2013)
- Texas Rising (2015)
- Freakish (2016– )